# Händel-Werke-Verzeichnis

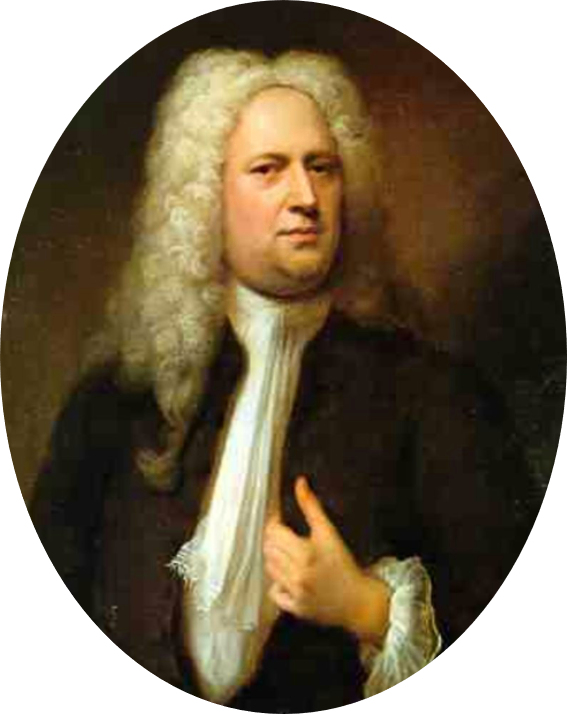
Georg Friedrich Händel

Händel-Werke-Verzeichnis of HWV is het gebruikte nummeringssysteem om de composities van Georg Friedrich Händel te klasseren.
De thematische (dus niet: chronologische) catalogus van Händels werken is opgesteld door Bernd Baselt en verscheen tussen 1978 en 1986: Verzeichnis der Werke Georg Friedrich Händels. De catalogus omvat alle werken waarvan bekend is dat Händel ze heeft geschreven, maar omvat ook een aantal waarvan de echtheid wordt betwijfeld. In de catalogus is de eerste maat van elk stuk opgenomen, naast veel feitelijke informatie over onder andere manuscript bronnen en vroege drukken.
De categorieën in de Händel-Werke-Verzeichnis zijn:
- Duitse en Italiaanse opera's en Italiaanse theatermuziek, HWV 1-42
- Muziek voor Engelse toneelstukken, HWV 43-45, 218, 228
- Oratoria, Engelstalige odes en wereldlijke drama's en Italiaanse serenades, HWV 46-76
- Wereldlijke cantates
  - Italiaanse cantates, HWV 77-177
    - met orkestbegeleiding
    - met basso continuo-begeleiding

  - Engelse cantates, HWV 85, 124 en 44
- Italiaanse duetten en trio's met basso continuo, HWV 178-201
- Aria's en liederen, HWV 202-228
- Kerkmuziek, HWV 229-286
- Orkestmuziek, HWV 287-356
- Kamermuziek, HWV 357-425
- Klavecimbelmuziek, HWV 426-612 (uitgezonderd de stukken voor mechanische orgels in klokken)
- Muziek voor mechanische orgels in klokken, HWV 473, 578, 587-604
- Oefeningen in becijferde bas en fuga

## Details publicatie
De thematisch-systematische catalogus van Händels werken omvat de volgende drie delen in de 5-delige uitgave Händel-Handbuch: gleichzeitig Supplement zu Hallische Händel-Ausgabe (Kritische Gesamtausgabe) / Begründet vom Kuratorium der Georg-Friedrich-Händel-Stiftung von Walter Eisen und Margret Eisen (Kassel, Basel, London: Bärenreiter; Leipzig: Deutscher Verlag für Musik):
- Bd. 1: Lebens- und Schaffensdaten / zusammengest. von Siegfried Flesch. Thematisch-systematisches Verzeichnis: Bühnenwerke / von Bernd Baselt (1978). 539 p. ISBN 3-7618-0610-8
- Bd. 2: Thematisch-systematisches Verzeichnis: Oratorische Werke, Vokale Kammermusik, Kirchenmusik / von Bernd Baselt (1984). 800 p. ISBN 3-7618-0715-5
- Bd. 3: Thematisch-systematisches Verzeichnis: Instrumentalmusik, Pasticci und Fragmente / von Bernd Baselt (1986). 442 p. ISBN 3-7618-0716-3